# San Vito di Leguzzano
San Vito di Leguzzano là một đô thị tại tỉnh Vicenza ở vùng Veneto, Ý.
Đô thị này có diện tích 6 km2, dân số là 3608 người (thời điểm 28 tháng 2 năm 2007)